# 尹纬
尹纬（?—?），字景亮，天水郡（今甘肃省天水市）人。

## 生平
尹纬少有大志，前秦时，因为族人尹赤归降东晋并州刺史姚襄，苻坚遂禁锢尹氏宗族，不得为官。后来，尹纬为吏部令史。淝水之战后，姚襄的弟弟姚苌奔马牧，尹纬与尹详、庞演等煽动群豪，率西州豪右推姚苌为盟主。白雀元年（384年），后秦建立，拜尹纬为右司马。历任辅国将军、司隶校尉，其才志出众，苻坚将亡，尹纬前往求传国玉玺，苻坚称其为宰相才，叹自己没能任用。姚苌称皇帝，以尹纬为尚书左仆射，于后秦有佐命元功，他的才干类同王猛。建初八年（393年），姚苌死，受诏辅政姚苌子姚兴立，拜尹纬为长史，随姚兴率军伐苻登，灭前秦。鲜卑薛勃叛，尹纬与姚兴弟姚崇讨平。姚兴实行的各项措施与他有密切的关系。史称：“成兴之业，皆纬之力也。”尹纬为人刚直，不容小人，好直谏，封清河县侯。在官任上去世卒，赠司徒，谥号忠成侯。